# Cuenca parisina

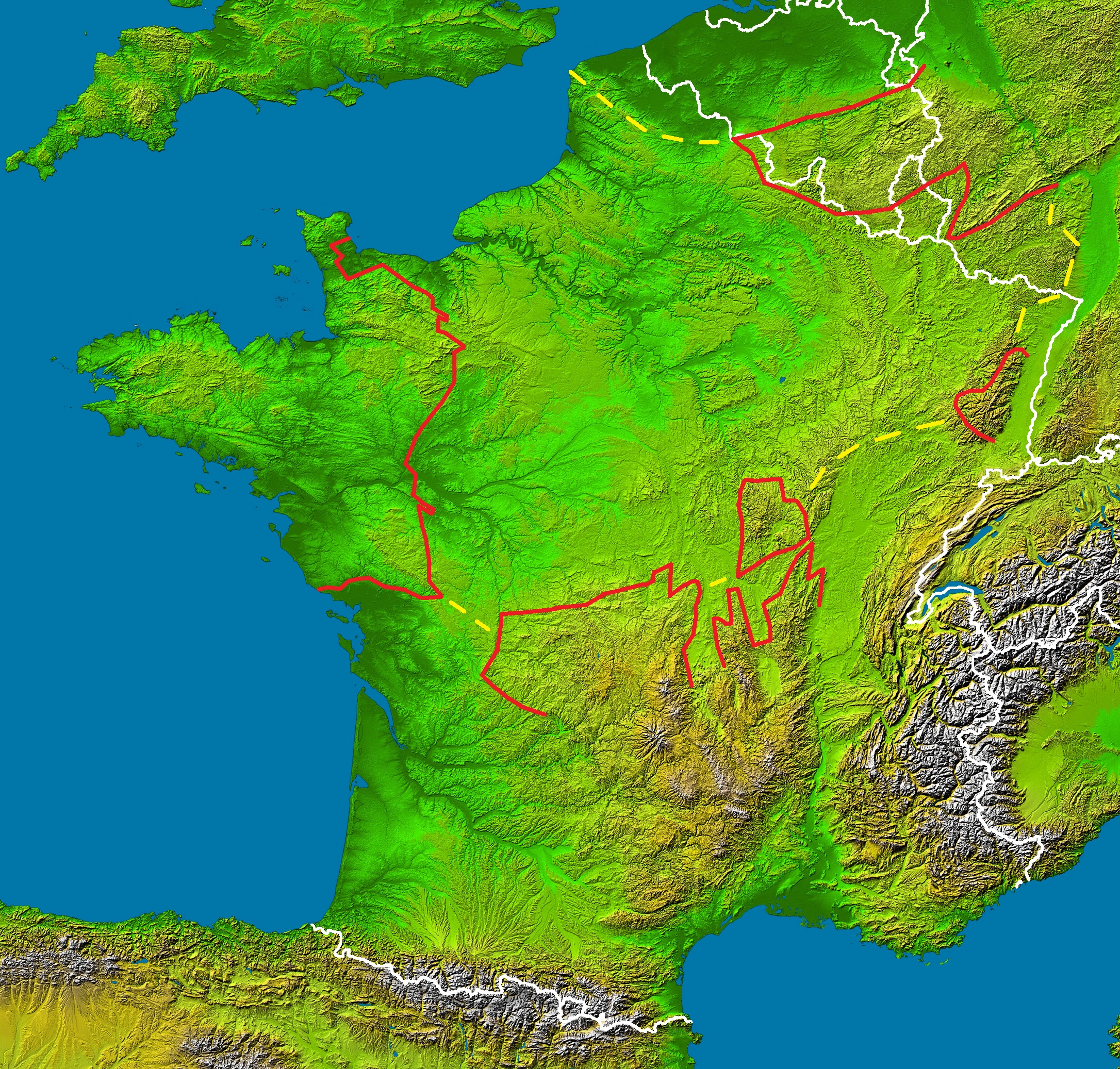
Esquema del mapa de la cuenca de París. Los macizos circundantes se muestran en rojo; en amarillo discontinuo, las conexiones con otras cuencas

La cuenca parisina es, en un sentido restringido, una cuenca hidrográfica del río Sena que rodea la ciudad de París, en Francia. En un sentido amplio, es una región geológica sedimentaria que comprende todo el centro-norte de Francia, que desborda en Bélgica, Luxemburgo y el suroeste de Alemania, extendiéndose del Macizo Armoricano a los Vosgos y de las Ardenas al Macizo Central. La cuenca presenta un paisaje sedimentario relativamente uniforme. 
La cuenca parisina constituye una de primeras regiones económicas de Europa y una de las principales zonas de inversión extranjera en Francia y en Europa. La región cuenta con el primer centro de asuntos europeos, uno de los principales complejos aeroportuarios europeos, dos puertos marítimos de importancia continental (El Havre y Ruan), los más occidentales del canal de la Mancha, y dos valles: el del Sena y el del Loira. Sin embargo, la cuenca parisina no está muy poblada y se sitúa ligeramente a distancia de las grandes rutas de comercio y del espacio humanamente muy denso constituido por la Renania alemana, los Países Bajos, Bélgica y el sudeste de Inglaterra (la megalópolis europea).